# Сулейман Ібн Дауд
Сулейман Ібн Дауд (повне ім'я Сулейман Ібн Дауд Ас-Саксіні Ас-Суварі Аль-Булгарі) — мусульманський теолог і письменник XII—XIII ст.
Походив з Волзької Булгарії. Його перу належить дидактичний трактат «Блиск променів від потаємної істини» («Бахджат аль анвар мин хакикат аль асрар») перською мовою, присвячений вчителю Сулеймана — Хаміду Аль-Булгарі, а також його переклад і скорочений варіант арабською мовою.
Кул Галі називав Сулеймана Ібн Дауда «найвеличнішим з великих».
Помер у Сеуті.